# Sisaket United FC
Der Sisaket United Football Club (thailändisch สโมสรฟุตบอลศรีสะเกษ ยูไนเต็ด ษ) ist ein thailändischer Fußballverein aus Sisaket, der in der zweiten Liga spielt.

## Vereinsgeschichte
Der Verein wurde im Jahr 2012 gegründet. Von 2012 bis 2016 spielte der Verein in der thailändischen dritten Liga, der Regional League Division 2. Hier spielt er in der Region North/East. Mit Einführung der Ligareform im Jahr 2017 spielt der Verein in der vierten Liga, der Thai League 4. Hier spielt er ebenfalls in der Region North/East. In der ersten Spielzeit der vierten Liga wurde man Meister der Region. In den Aufstiegsspielen zur dritten Liga konnte man sich jedoch nicht durchsetzen. Die Saison 2020 wurde nach zwei Spieltagen wegen der COVID-19-Pandemie in Thailand abgebrochen. Während der Unterbrechung wurde vom Verband beschlossen, dass nach Wiederaufnahme des Spielbetriebs die vierte und die dritte Liga zusammengelegt werden. Sisaket spielte fortan in der North/Eastern Region der dritten Liga. Am Ende der Saison 2022/23 belegte der Klub den zweiten Platz der Region und qualifizierte sich somit für die Aufstiegsspiele zur zweiten Liga. Hier schied man bereits in der Gruppenphase aus. Die Saison 2023/24 wurde man Meister der Region und stieg anschließend in die zweite Liga auf.

## Vereinserfolge
- Regional League Division 2 – North/East: 2012 (2. Platz)

- Thai League 4 – North/East: 2017

- Thai League 3 – North/East: 2022/23 (2. Platz)

- Thai League 3 – North/East: 2023/24

- Thai League 3: 2023/24 (Vizemeister)

## Stadion
Die Heimspiele trägt der Verein im Sri Nakhon Lamduan Stadium (thailändisch สนามกีฬาศรีนครลำดวน หรือ สนามสถาบันการพลศึกษา จ.ศรีสะเกษ) aus. Das Mehrzweckstadion befindet sich in Nam Kham in der Provinz Sisaket. Der Eigentümer des 10.000 Personen fassenden Stadion ist der Thailand National Sports University Sisaket Campus. 

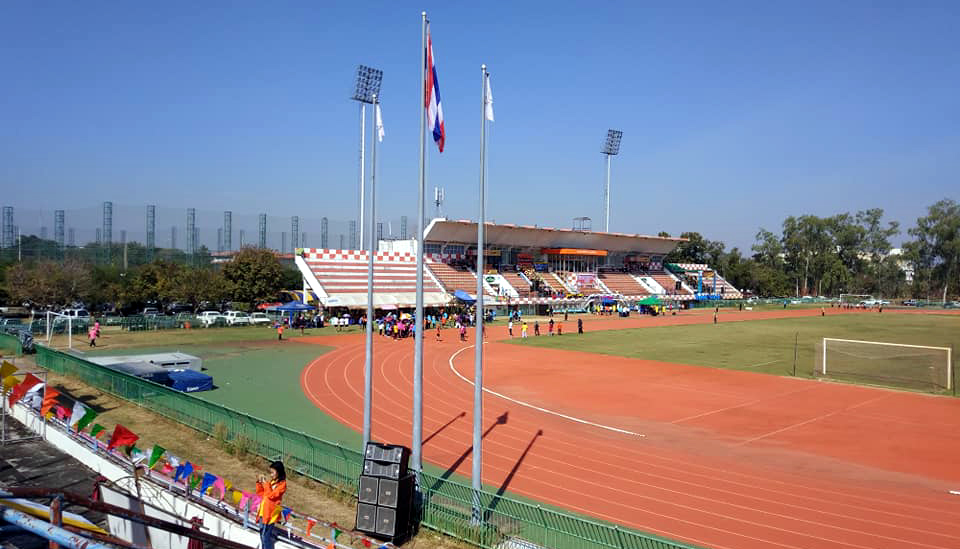
Sri Nakhon Lamduan Stadium

### Spielstätten
| Saison         | Stadion                    | Standort                           | Kapazität | Eigentümer                                         | Koordinaten                     |
| -------------- | -------------------------- | ---------------------------------- | --------- | -------------------------------------------------- | ------------------------------- |
| 2012 bis heute | Sri Nakhon Lamduan Stadium | Nam Kham, Sisaket, Provinz Sisaket | 10.000    | Thailand National Sports University Sisaket Campus | 15° 6′ 1,9″ N, 104° 20′ 26,5″ O |

## Aktueller Kader
Stand: 1. Februar 2025
| Nr. |            | Position | Name                     |
| --- | ---------- | -------- | ------------------------ |
| 1   | Thailand   | TW       | Sorasak Khampanja        |
| 2   | Thailand   | AB       | Jirayu Niamthaisong      |
| 4   | Thailand   | MF       | Kittiphop Taewsawaeng    |
| 5   | Thailand   | AB       | Pakornkiat Kaena         |
| 6   | Thailand   | AB       | Piyanath Chanrum         |
| 7   | Thailand   | ST       | Wongsakorn Saenruecha    |
| 8   | Thailand   | MF       | Håvar Dahl               |
| 9   | Brasilien  | ST       | Danilo Lopes             |
| 10  | Australien | ST       | Ata Inia                 |
| 11  | Thailand   | MF       | Phattharapong Phengchaem |
| 17  | Thailand   | AB       | Worrapat Sukkapan        |
| 18  | Thailand   | TW       | Adisak Lambelsah         |
| 19  | Thailand   | ST       | Piphob Saengjan          |
| 21  | Thailand   | ST       | Caelan Ryan              |
| 22  | Thailand   | MF       | Chatchai Boonnuk         |

| Nr. |           | Position | Name                   |
| --- | --------- | -------- | ---------------------- |
| 23  | England   | AB       | Charlie Clough         |
| 25  | Thailand  | TW       | Rapeepat Nasoongchon   |
| 26  | Thailand  | MF       | Phutchapong Namsrithan |
| 29  | Thailand  | TW       | Siwat Rawangpa         |
| 37  | Thailand  | MF       | Suphaphon Sutthisak    |
| 38  | Thailand  | AB       | Heman Kittiamphaipruek |
| 41  | Thailand  | ST       | Thaweekun Thong-on     |
| 46  | Thailand  | MF       | Krittanai Pulunram     |
| 48  | Thailand  | MF       | Suttichai Pongson      |
| 59  | Thailand  | MF       | Paripan Wongsa         |
| 70  | Brasilien | ST       | Abner                  |
| 77  | Thailand  | MF       | Pongsak Boonthot       |
| 79  | Thailand  | AB       | Tiwa Piwsai            |
| 90  | Thailand  | MF       | Panupong Wongpila      |
| 94  | Thailand  | MF       | Yotsakorn Natthasit    |

## Saisonplatzierung
| Saison  | Liga                                    | Liga  | Liga   | Liga | Liga | Liga | Liga  | Liga   | Liga     | Pokal        | Pokal                  | Pokal        |
| Saison  | Liga                                    | Level | Spiele | S    | U    | N    | Tore  | Punkte | Position | FA Cup       | League Cup             | T3 Cup       |
| ------- | --------------------------------------- | ----- | ------ | ---- | ---- | ---- | ----- | ------ | -------- | ------------ | ---------------------- | ------------ |
| 2012    | Regional League Division 2 – North/East | 3     | 30     | 18   | 5    | 7    | 30:33 | 59     | 2.       | –            | –                      |              |
| 2013    | Regional League Division 2 – North/East | 3     | 30     | 12   | 7    | 11   | 49:32 | 43     | 9.       | –            | –                      |              |
| 2014    | Regional League Division 2 – North/East | 3     | 26     | 8    | 7    | 11   | 38:35 | 31     | 11.      | –            | –                      |              |
| 2015    | Regional League Division 2 – North/East | 3     | 34     | 13   | 8    | 13   | 45:41 | 47     | 9.       | –            | –                      |              |
| 2016    | Regional League Division 2 – North/East | 3     | 26     | 8    | 9    | 9    | 35:36 | 33     | 10.      | –            | 1. Runde               |              |
| 2017    | Thai League 4 – North/East              | 4     | 33     | 21   | 6    | 6    | 59:31 | 69     | 1.       | –            | –                      |              |
| 2018    | Thai League 4 – North/East              | 4     | 26     | 10   | 10   | 6    | 29:23 | 40     | 4.       | –            | –                      |              |
| 2019    | Thai League 4 – North/East              | 4     | 24     | 11   | 5    | 8    | 31:33 | 38     | 3.       | –            | –                      |              |
| 2020    | Thai League 4 – North/East              | 4     | 2      | 0    | 0    | 2    | 0:3   | 1      | 8.       |              |                        |              |
| 2021/22 | Thai League 3 - North/East              | 3     | 24     | 11   | 7    | 6    | 50:30 | 40     | 5.       | –            | 1. Qualifikationsrunde |              |
| 2022/23 | Thai League 3 - North/East              | 3     | 24     | 15   | 6    | 3    | 34:11 | 51     | 2.       | Achtelfinale | 1. Runde               |              |
| 2023/24 | Thai League 3 - North/East              | 3     | 24     | 16   | 8    | 0    | 42:7  | 56     | 1. ▲     | 2. Runde     | 1. Qualifikationsrunde | Achtelfinale |
| 2024/25 | Thai League 2                           | 2     | 32     | 10   | 11   | 11   | 29:39 | 41     | 10.      | 1. Runde     | 1. Runde               | –            |

| Abbruch nach dem zweiten Spieltag aufgrund der COVID-19-Pandemie. |

## Trainer
| Trainer                             | von               | bis               |
| ----------------------------------- | ----------------- | ----------------- |
| Narongthanaphon Choeithaisongchodok | 3. August 2022    | 23. Dezember 2024 |
| Pipob On-Mo                         | 24. Dezember 2024 | 30. Mai 2025      |
| Somchai Chuayboonchum               | 1. Juli 2025      |                   |

## Beste Torschützen seit 2017
| Saison  | Name                     | Tore |
| ------- | ------------------------ | ---- |
| 2017    | Chatri Rattanawong       | 22   |
| 2018    | Suriyan Chankam          | 5    |
| 2019    | Phattharapong Phengchaem | 4    |
| 2020/21 | keine Teilnahme          |      |
| 2021/22 | Thongchai Ratchai        | 13   |
| 2022/23 | Cristian Alex            | 11   |
| 2023/24 | Danilo                   | 22   |
| 2024/25 |                          |      |

## Sponsoren
| Jahr    | Ausrüster       | Trikotsponsor        |
| ------- | --------------- | -------------------- |
| 2013    | Diadora         | Muang Thai Insurance |
| 2014    | Diadora         | Muang Thai Insurance |
| 2015    | Diadora         | Muang Thai Insurance |
| 2016    | Diadora         | Muang Thai Insurance |
| 2017    | ARI             | Toyota Sisaket       |
| 2018    | Diadora         | Toyota Sisaket       |
| 2019    | Warrix          | Toyota Sisaket       |
| 2020/21 | keine Teilnahme |                      |
| 2021/22 |                 |                      |

## Zuschauerzahlen seit 2011
| Saison  | Liga          | Level | Gesamt- zuschauerzahl | Höchste Zuschauerzahl | Niedrigste Zuschauerzahl | Durchschnittliche Zuschauerzahl |
| ------- | ------------- | ----- | --------------------- | --------------------- | ------------------------ | ------------------------------- |
| 2021/22 | Thai League 3 | 3     | 826                   | 210                   | 0                        | 92                              |
| 2022/23 | Thai League 3 | 3     | 6.638                 | 1.124                 | 279                      | 554                             |
| 2023/24 | Thai League 3 | 3     | 8.515                 | 1.720                 | 400                      | 710                             |
| 2024/25 | Thai League 2 | 2     | 32.080                | 2.923                 | 1.301                    | 2.005                           |
| 2025/26 | Thai League 2 | 2     |                       |                       |                          |                                 |